# Ageneiosus
Ageneiosus (nome comum: mandubé) é um gênero de peixes da família Auchenipteridae.

## Espécies
- Ageneiosus atronasus Eigenmann & Eigenmann, 1888
- Ageneiosus brevis Steindachner, 1881
- Ageneiosus inermis (Linnaeus, 1766)
- Ageneiosus magoi Castillo & Brull, 1989
- Ageneiosus marmoratus Eigenmann, 1912
- Ageneiosus militaris Valenciennes, 1836
- Ageneiosus pardalis Lütken, 1874
- Ageneiosus piperatus (Eigenmann, 1912)
- Ageneiosus polystictus Steindachner, 1915
- Ageneiosus ucayalensis Castelnau, 1855
- Ageneiosus valenciennesi
- Ageneiosus vittatus Steindachner, 1908